# Fort Pierce
Fort Pierce ist eine Stadt und zudem der County Seat des St. Lucie County im US-Bundesstaat Florida mit 47.297 Einwohnern (Stand: 2020).

## Geographie
Fort Pierce liegt am Atlantischen Ozean sowie am Indian River, der einen Teil des Intracoastal Waterway bildet. Die Stadt liegt etwa 100 Kilometer nördlich von West Palm Beach.
Die Stadt ist nach Port St. Lucie die zweitgrößte Stadt der Port St. Lucie, Florida Metropolitan Statistical Area.

## Geschichte
Etwa 1892 erreichte die Hauptstrecke der Florida East Coast Railway (FEC) den Ort, der 1901 offiziell zur Stadt erklärt wurde. 1947 wurde ein Abzweig der FEC von Fort Pierce nach Lake Harbor am Ufer des Okeechobeesees eröffnet.
In den 50er und 60er Jahren des letzten Jahrhunderts entstand in Fort Pierce eine erfolgreiche Bewegung afroamerikanischer Landschaftsmaler, die später den Namen "Florida Highwaymen" erhielt.

## Demographische Daten
Laut der Volkszählung 2010 verteilten sich die damaligen 41.590 Einwohner auf 21.357 Haushalte. Die Bevölkerungsdichte lag bei 1088,7 Einw./km². 45,3 % der Bevölkerung bezeichneten sich als Weiße, 40,9 % als Afroamerikaner, 0,6 % als Indianer und 0,9 % als Asian Americans. 9,7 % gaben die Angehörigkeit zu einer anderen Ethnie und 2,7 % zu mehreren Ethnien an. 21,6 % der Bevölkerung bestand aus Hispanics oder Latinos.
Im Jahr 2010 lebten in 33,7 % aller Haushalte Kinder unter 18 Jahren sowie 29,5 % aller Haushalte Personen mit mindestens 65 Jahren. 61,0 % der Haushalte waren Familienhaushalte (bestehend aus verheirateten Paaren mit oder ohne Nachkommen bzw. einem Elternteil mit Nachkomme). Die durchschnittliche Größe eines Haushalts lag bei 2,59 Personen und die durchschnittliche Familiengröße bei 2,23 Personen.
29,0 % der Bevölkerung waren jünger als 20 Jahre, 25,8 % waren 20 bis 39 Jahre alt, 24,8 % waren 40 bis 59 Jahre alt und 20,3 % waren mindestens 60 Jahre alt. Das mittlere Alter betrug 36 Jahre. 49,3 % der Bevölkerung waren männlich und 50,7 % weiblich.
Das durchschnittliche Jahreseinkommen lag bei 30.869 $, dabei lebten 30,2 % der Bevölkerung unter der Armutsgrenze.
Im Jahr 2000 war Englisch die Muttersprache von 76,25 % der Bevölkerung, spanisch sprachen 14,83 % und 8,92 % hatten eine andere Muttersprache.

## Sehenswürdigkeiten
Folgende Objekte sind im National Register of Historic Places gelistet:
- Arcade Building
- Casa Caprona
- Cresthaven
- Fort Pierce Old Post Office
- Fort Pierce Site
- Jules Frere House
- Zora Neale Hurston House
- Immokolee
- Moores Creek Bridge
- Old Fort Pierce City Hall
- Old St. Anastasia Catholic School
- St. Lucie High School
- Sunrise Theatre
- Urca De Lima

## Verkehr
Fort Pierce wird von der Interstate 95, vom U.S. Highway 1 (Florida State Road 5) sowie den Florida State Roads A1A, 68, 70, 91 (Florida’s Turnpike, mautpflichtig) und 615 durchquert bzw. tangiert. Zudem führt die Bahnstrecke der Florida East Coast Railway durch die Stadt. Im Norden grenzt der St. Lucie County International Airport an die Stadt.

## Kriminalität
Die Kriminalitätsrate lag im Jahr 2010 mit 616 Punkten (US-Durchschnitt: 266 Punkte) im hohen Bereich. Es gab neun Morde, 27 Vergewaltigungen, 142 Raubüberfälle, 304 Körperverletzungen, 689 Einbrüche, 1615 Diebstähle, 92 Autodiebstähle und 15 Brandstiftungen.

## Söhne und Töchter der Stadt
- Daniel T. McCarty (1912–1953), Politiker
- Ricou Browning (1930–2023), Regisseur, Drehbuchautor, Schauspieler, Stuntman und Kameramann
- Willie Redden (* 1960), Basketballspieler
- Louis Delmas (* 1987), American-Football-Spieler
- Larry Sanders (* 1988), Basketballspieler
- Matthew Underwood (* 1990), Schauspieler
- Khalil Mack (* 1991), American-Football-Spieler